# 9674 Словенія
9674 Словенія (9674 Slovenija) — астероїд головного поясу, відкритий 23 серпня 1998 року.
Тіссеранів параметр щодо Юпітера — 3,404.